# A Big Package for You
A Big Package for You: 1999-2003 är en DVD/CD av punk/pop bandet Simple Plan från Montréal, Kanada.

## Innehåll

### DVD
1. Intro
2. Meet Simple Plan
3. Recording "No Pads, No Helmets... Just Balls"
4. Shooting the Album Cover
5. Making Our First Video
6. Going on Tour
7. Filming "I'd Do Anything"
8. Guten Tag from Europe
9. Hitting the Road Again
10. Behind the Scenes at the "Addicted" Video Shoot
11. Konichiwa from Japan!
12. Experimenting in Bangkok
13. SP Loves Going Down...Under: Australia 2002
14. Spring Break! SP Under the Sun!
15. Big Rock Show: SP Does Arenas
16. Return to the Land of the Rising Sun
17. The "Perfect" Video
18. Punk Rock Summer Camp: Warped Tour '03
19. Looking Back...
20. Credits

#### Extramaterial
1. Chuck, David, Jeff, Pierre and Seb Can't Shut Up: The Interview
2. From the Cutting Room Floor...
3. Recording "Happy Together"
4. Simple Plan in Mexico
5. Golfing in Jamaica
6. City Tour: London UK
7. Seb gets a Tattoo
8. Inside the German Tour Bus
9. Extras Super Bonus Patrick Material
10. Photo Gallery

#### Musikvideor
1. "I'm Just a Kid"
2. "I'd Do Anything"
3. "Addicted"
4. "Perfect"

### CD
Med DVD:n kommer också en CD-skiva, mer som en singel, som innehåller tre låtar, varav två är live. Live låtarna är "One Day" och singeln "I'd Do Anything". 
Sen finns det också med en ny låt, "Crash and Burn", i album version.

#### A Small Package for You
1. "Crash and Burn" [Album Edit]
2. "One Day" [Live]
3. "I'd Do Anything" [Live]